# Рябкові
Рябкові (Pteroclidae) — єдина родина птахів ряду рябкоподібних (Pteroclidiformes).

## Морфологічні ознаки
Птахи середнього розміру — з невеликого голуба. Довжина тіла 35—45 см, довжина крила — 20—26 см, маса 300—550 г. Статура щільна, голова невелика, шия недовга. Ноги короткі, плесно оперене до пальців, а у саджі оперені й пальці. Дзьоб короткий, без восковиці, ніздрі прикриті шкіряною складкою. Оперення щільне та густе, крила довгі та гострі. Першорядних махових пер 11 (перше недорозвинене), стернових пер 14—16, середні з них видовжені. Забарвлення характерного «пустельного» типу — пісочне, вохристе або жовтувате. Політ швидкий. При ходьбі тулуб тримають горизонтально.

## Поширення та місця існування
Поширення: Південна Європа, Африка, Мадагаскар, Передня, Середня та Центральна Азія. Населяють пустелі та напівпустелі відкритого типу з щільним, рідше з піщаним ґрунтом, трав'янисті та деревні савани, гірські степи.

## Особливості екології
Ведуть денний спосіб життя. В основному осілі; ті, які мешкають на півночі ареалу, перелітні. Моногами. Насиджують кладку та вигодовують пташенят обидва з батьків. Гніздо на землі — в неглибокій ямці, яка вистелена травою, іноді без підстилки. У кладці 3, рідше 2 або 4 яйця зеленувато-жовтого забарвлення з темними коричнево-червоними плямами, яке добре маскує їх на фоні субстрату, коли батьки улітають від гнізда. Пташенята виводкові, вилуплюються на 21—31 день насиджування, вони вкриті строкатим пухом та покидають гніздо як тільки обсохнуть. Живляться самостійно дрібним насінням.
Характерною рисою рябкових є дальні польоти на водопій. До нього літають 1—2 рази на день, іноді за 20—30 та навіть до 100 км від гнізда. П'ють багато та швидко, не відриваючись від джерела. Батьки напоюють пташенят водою, яку приносять у волі з водопою. Частина води приноситься батьками на оперенні, звідки пташенята її витискають дзьобами. Абсорбції води сприяє особлива структура черевного оперення: кожне перо має дещо розширені та загнуті вгору борідки. Експериментально визначено, що 1 г сухої маси пера утримує до 20 г води у самця та до 13 г у самки рябка, тоді як в інших птахів ряду — лише до 6 г. Одна особина може накопичити в черевному оперенні до 40 г води (після 30 км польоту її зберігається лише до 18 г).
Линяння один раз на рік (восени), повне. Після гніздового періоду рябки збираються у великі зграї та кочують, нерідко вилітаючи за межі гніздового ареалу.
Живляться насінням злаків та інших рослин, зеленими частинами, пагонами, рідше — комахами та іншими безхребетними. Корм збирають на землі.

## Походження, систематика
У викопному стані відомі з олігоценових та плейстоценових відкладів Європи, Азії та Північної Африки.
Різні дослідники відносили Рябкових до рядів Куроподібних (Galliformes), Голубоподібних (Columbiformes) або Лелекоподібних (Ciconiiformes). Але згідно з останніми дослідженнями їх виділяють в окремий ряд Рябкоподібні (Pteroclidiformes) (Hackett et al., 2008).
Родина включає 2 роди, що нараховує 16 видів (з них у фауні України — 3):
- Рябок (Pterocles)
  - Рябок білочеревий (Pterocles alchata)
  - Рябок ботсванський (Pterocles bicinctus)
  - Рябок калахарський (Pterocles burchelli)
  - Рябок рудоголовий (Pterocles coronatus)
  - Рябок кенійський (Pterocles decoratus)
  - Рябок пустельний (Pterocles exustus)
  - Рябок жовтогорлий (Pterocles gutturalis)
  - Рябок індійський (Pterocles indicus)
  - Рябок абісинський (Pterocles lichtensteinii)
  - Рябок намібійський (Pterocles namaqua)
  - Рябок чорночеревий (Pterocles orientalis)
  - Рябок мадагаскарський (Pterocles personatus)
  - Рябок суданський (Pterocles quadricinctus)
  - Рябок сенегальський (Pterocles senegallus)
- Саджа (Syrrhaptes)
  - Саджа звичайна (Syrrhaptes paradoxus)
  - Саджа тибетська (Syrrhaptes tibetanus)